# Enric Morera i Català
Enric Xavier Morera i Català (Oliva, Valencia; 3 de abril de 1964) es un político español. Licenciado en Derecho, es empresario del sector del comercio, hostelería, comunicación y turismo rural. Fue secretario general de Més-Compromís (antes, Bloc Nacionalista Valencià) y coportavoz de Compromís. También fue diputado de Compromís en las Cortes Valencianas desde 2007 hasta 2023 por Valencia.

## Trayectoria política
Su militancia política empezó en 1981, dentro del PNPV (Partido Nacionalista del País Valenciano). En 1983 fue uno de los fundadores de la Unitat del Poble Valencià (UPV). Desde 1985 a 1987 fue secretario general de Joves d'UPV. De 1990 a 1994 fue funcionario de la Comisión Jurídica del Parlamento Europeo. En 1996 entró en la Ejecutiva de UPV, y fue uno de los responsables de la formación de la coalición electoral UPV-Bloc Nacionalista, que daría paso a la formación del Bloc Nacionalista Valencià, del que fue secretario de organización hasta el Congreso Fundacional de la formación.
Fue candidato por el Bloc a la alcaldía de Valencia en 1999, así como miembro de la candidatura al Parlamento Europeo en la coalición liderada por Convergència i Unió en la que también participaban el Bloc y PSM. En el III Congreso del Bloc, celebrado en 2003, fue elegido secretario general de la formación. En abril de 2004 ocupó un escaño de eurodiputado sustituyendo a Carles Gasòliba, de CiU. Ese año fue número uno de la lista del Bloc a las elecciones generales, sin conseguir resultar elegido.
En enero de 2006 fue reelegido secretario general del Bloc con el 85 % de los votos, la cifra más alta nunca conseguida por un secretario general tanto de la UPV como del Bloc.
En las elecciones a las Cortes Valencianas de 2007 fue número dos en la candidatura de Compromís pel País Valencià, siendo elegido como diputado. En las siguientes elecciones de 2011, fue el candidato a la presidencia de la Generalidad Valenciana por la Coalició Compromís (formada por el Bloc Nacionalista Valencià, Iniciativa del Poble Valencià y Els Verds - Esquerra Ecologista del País Valencià), obteniendo presencia en el parlamento con un resultado histórico de 7,37% de votos y 6 diputados. 
Fue nombrado portavoz de la ejecutiva nacional de Coalició Compromís, máximo cargo de la coalición, junto con Mónica Oltra, desde su creación en julio de 2012. Meses después, en octubre de 2012, fue reelegido secretario general del Bloc con el 87 % de los votos durante el 6º Congreso Nacional de esta formación.
A enero de 2013, era el segundo diputado con más intervenciones en las Cortes Valencianas, con un total de 248. Por delante sólo tenía a su compañera de formación Mireia Mollà, con 254. En las elecciones autonómicas de 2015, concurrió como número 2 por la circunscripción de Valencia en la lista de Compromís, encabezada por Mónica Oltra. En el mes de julio fue investido presidente de las Cortes Valencianas. En marzo de 2018, cuando trascendió el Caso de la financiación de PSPV y Bloc, defendió la transparencia de las cuentas de su partido.

## Candidaturas

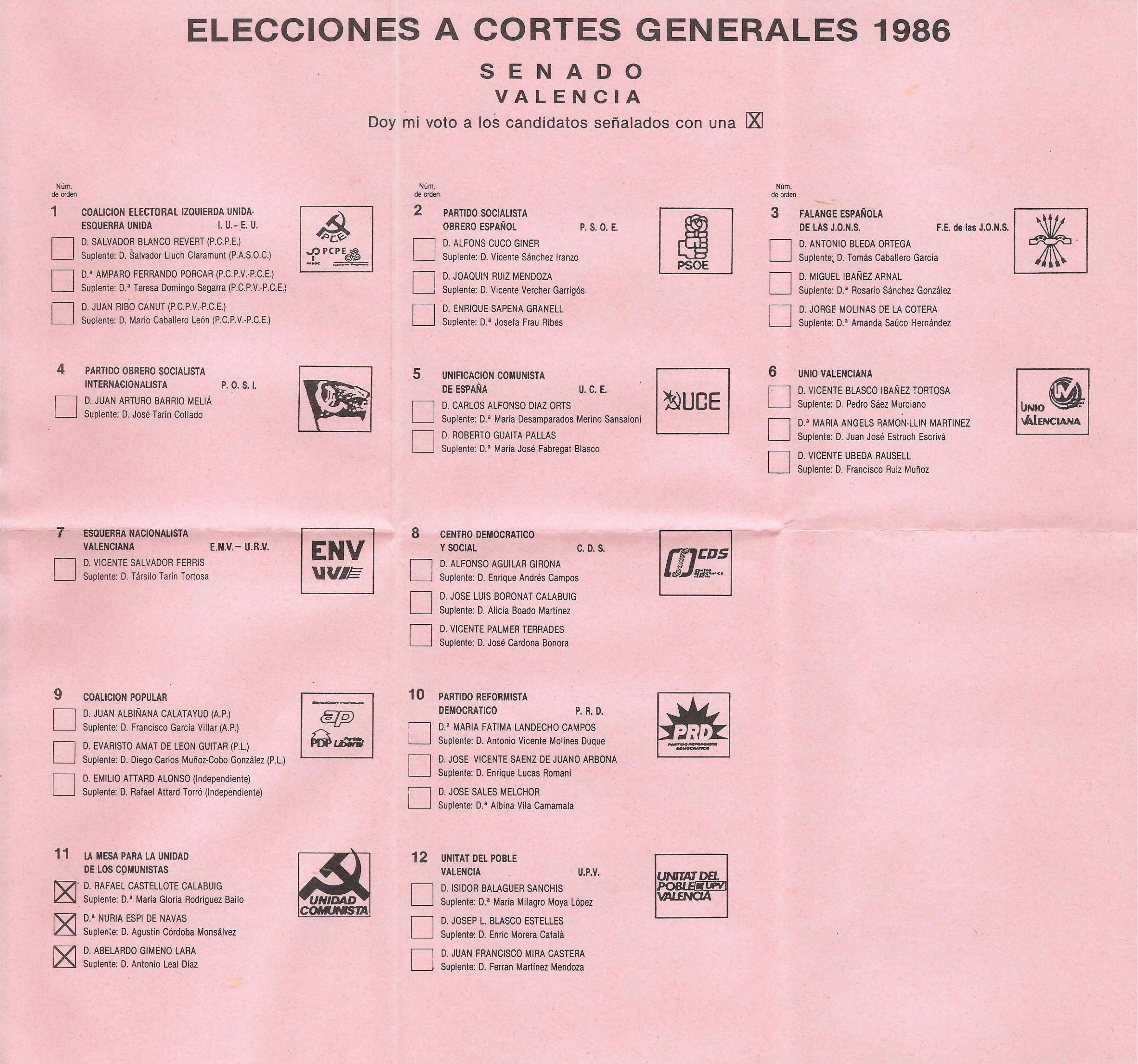
Enric Morera fue candidato suplente al Senado en 1986.
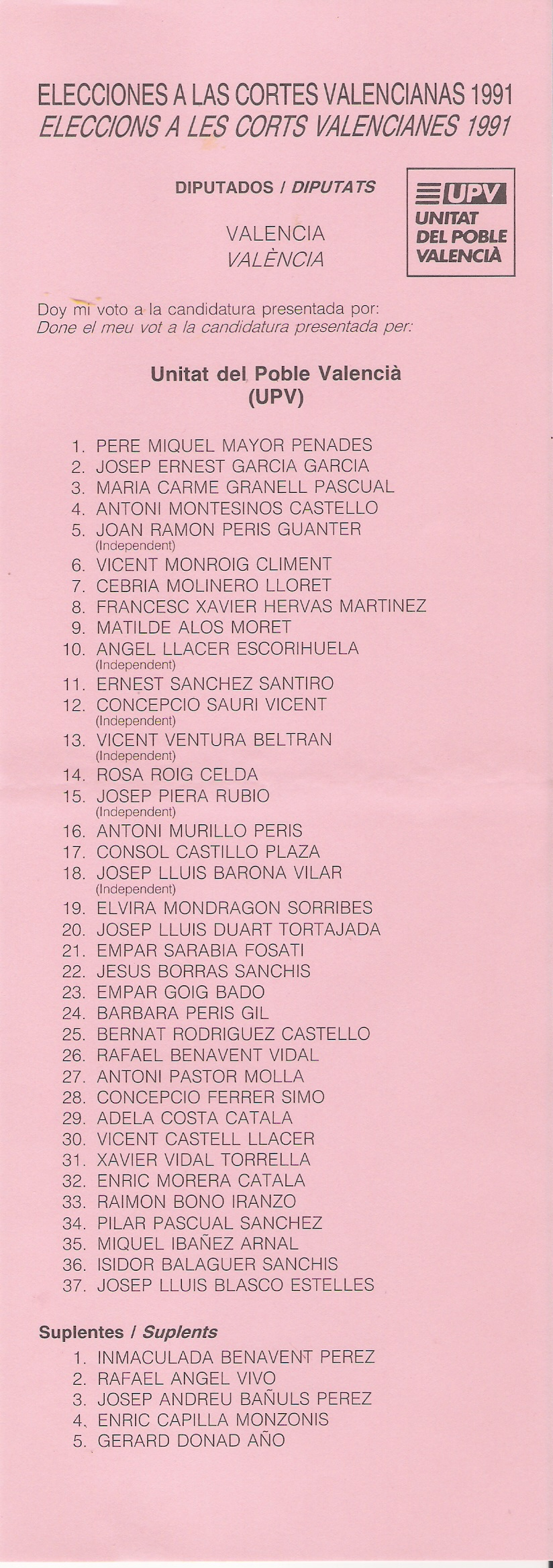
Puesto 32º en la lista por Valencia de UPV a las Corts Valencianes, en 1991.
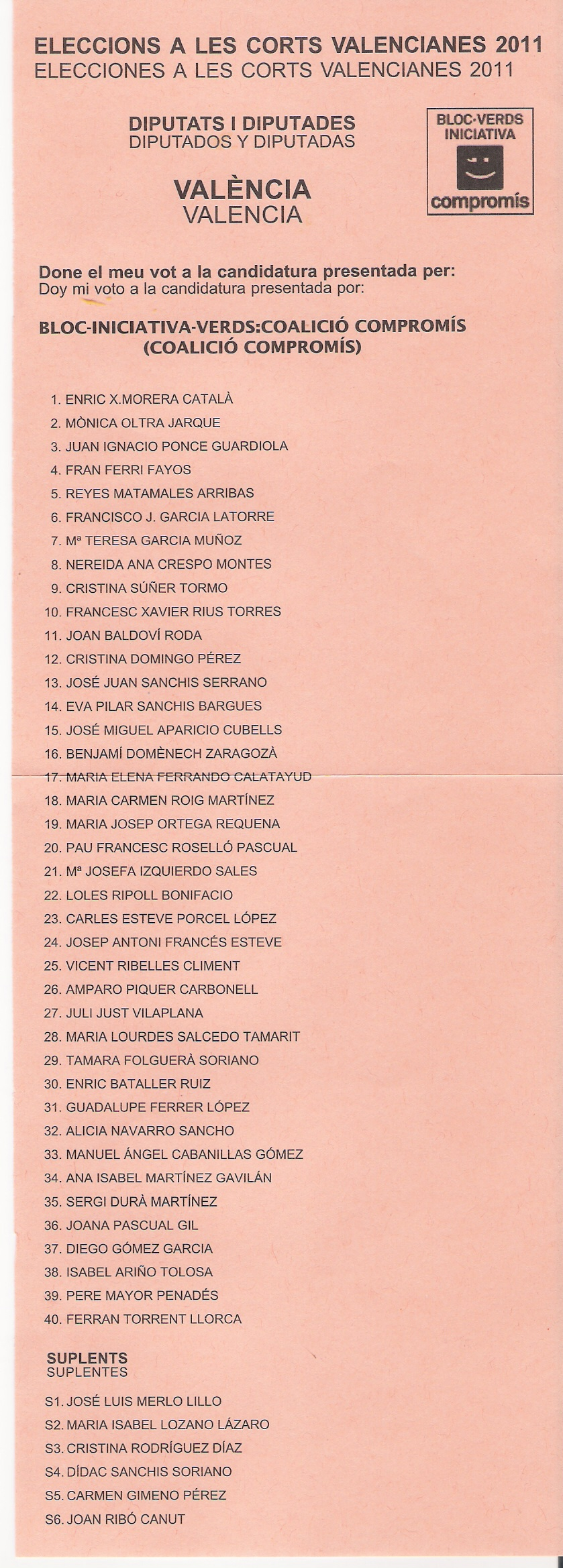
Enric Morera fue el cabeza de lista de Coalició Compromís en las elecciones a las Cortes Valencianas de 2011.
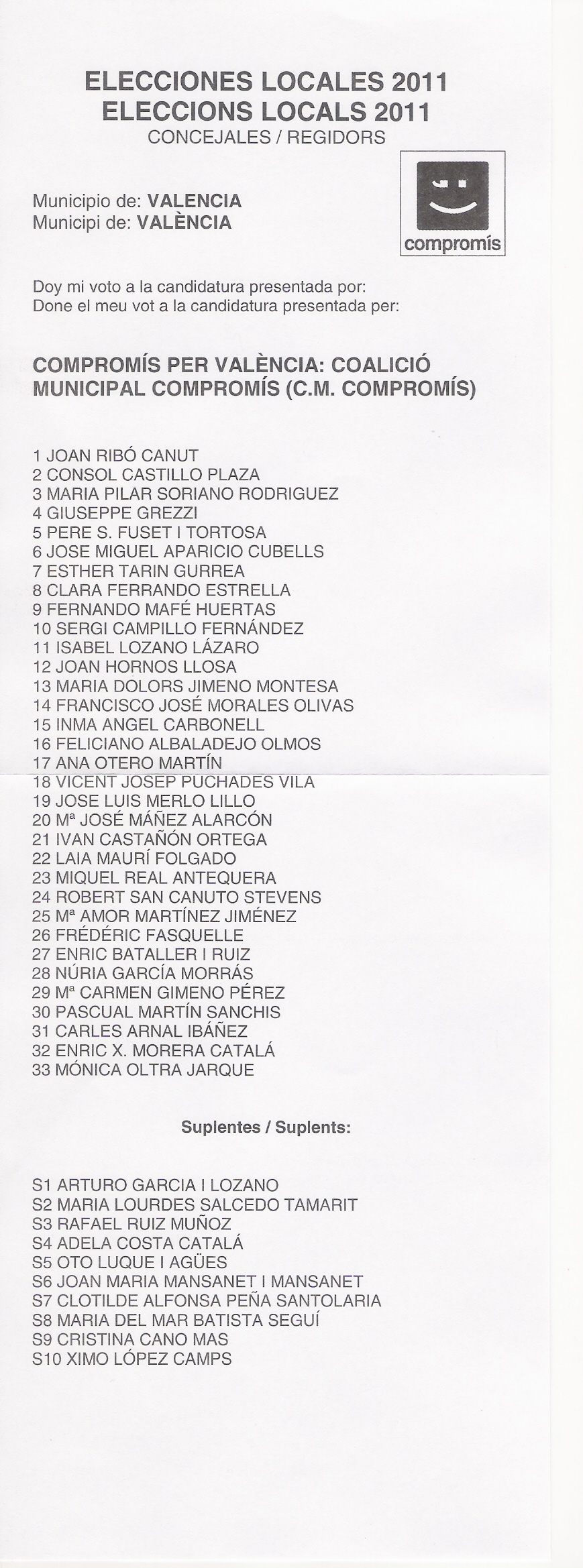
De manera simbólica, ocupó el puesto 32º en la candidatura municipal por Valencia de Compromís per València en 2011.